# 闪电战
閃電戰又稱閃擊戰，是一種軍事學說，採用移動力量迅速地出其不意地進攻，以避免敵人組織起防禦線。它脫胎於19世紀普魯士參謀部的戰術「開火滲透」（Fire and Infiltration）。
德意志國防軍在二戰中大規模運用此戰術，對波蘭、法國和蘇聯前期的入侵非常有效，但在此之後失去優勢，因為閃電戰需要後方快速補給，必須開發特別的補給車輛、新的通信方法和分散化的指揮方式，戰線拉長後德國反而因為擴張過度陷入難以管理的困境。所謂「閃電戰」這個名詞並非出自德國人之口，而是德軍在法國戰役結束後，美國的時代雜誌率先提出的新名詞。

## 閃擊理論

### 戰略層面
- 包含了裝甲部隊、機械化步兵與炮兵，以及空軍優勢火力，運用於作戰層面進行高度協同突擊。
- 擾亂敵軍部署，迫使對方改變正面和側翼武力，甚至達到使敵軍在兵力組織與分配上自亂陣腳的地步。
- 以側面迂迴方式，隔開並切斷敵軍兵力。
- 阻擾敵軍後路，使敵軍無法撤退，包圍並分批殲滅。
- 威脅敵軍後勤，使其與基地之間喪失聯繫與補給而陷入孤立。
- 講求速度的震撼，力求放棄抵抗並快速繳獲武器。

閃電戰的基礎是機械化，前提是制空權，在於戰機、坦克、步兵的協調配合，戰術在於一點兩面。找到敵人意想不到的地方作為突破點，由砲兵打開缺口，裝甲集群進入缺口並發展戰果，機動步兵跟進，空軍提供制空權和轟炸支援，5－10分鐘後，裝甲集群隨後攻擊，後面緊隨機動步兵。迅速破壞掉敵指揮中心，通訊樞紐，交通樞紐和工業區。陷敵於瞎子、聾子的局面，並配合正面部隊迅速合圍敵主力步兵集團。戰機、坦克和機動步兵速度都很快，火力也夠。但前提是要保有制空權，例如在二戰後期西線因盟軍握有制空權，使德軍無法使用閃擊戰。另外此戰術對後勤依賴度非常高，若無法持續給予主力部隊充足的補給，便不能發揮最大作用。

### 戰術層面

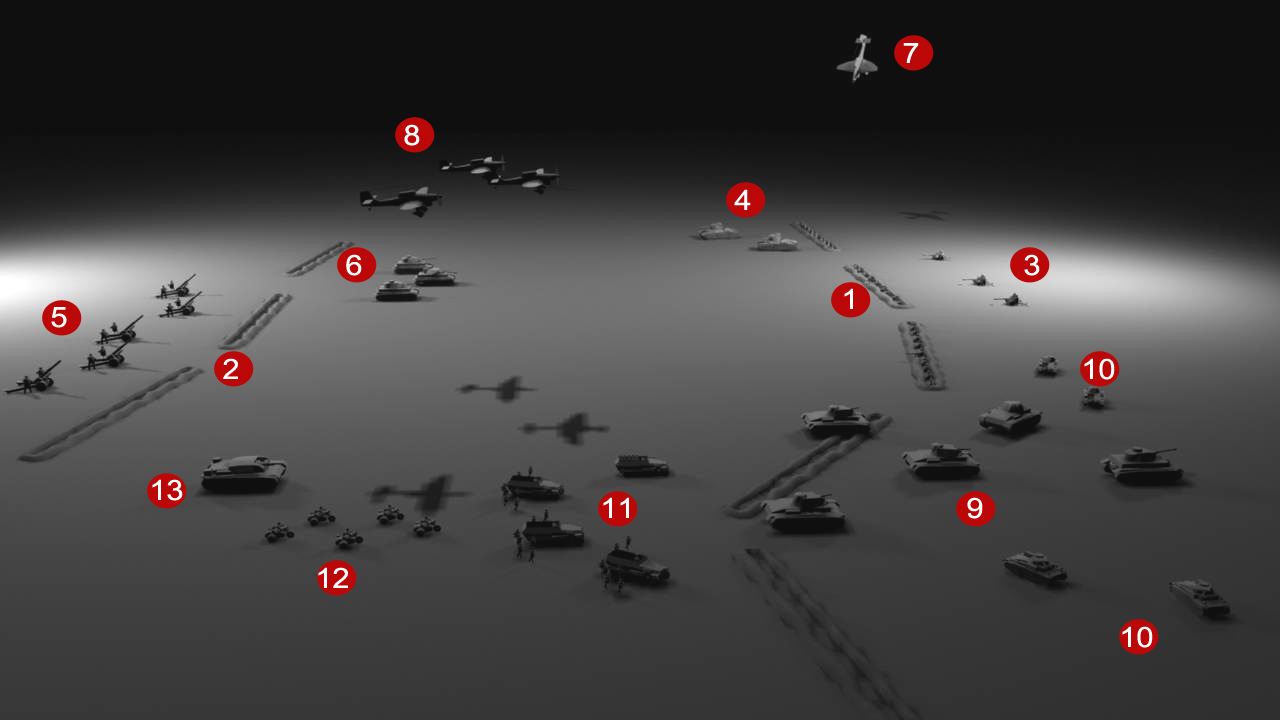
閃電戰示意圖：
① 守方陣地 ② 攻方陣地 ③ 守方火砲 ④ 守方戰車 ⑤ 攻方火砲 ⑥ 攻方中戰車或重戰車 ⑦ 俯衝轟炸機 ⑧ 密接支援攻擊機 ⑨ 主力戰車攻擊 ⑩ 突破、包圍、殲滅 ⑪ 機械化步兵 ⑫ 摩托化步兵 ⑬ 突擊砲

由於閃電戰在二次世界大戰中發揮無比的威力，因此在大戰結束之後即受英美等軍事學者熱烈研究，在戰術上勾勒出一個詳細的面貌現已不是難事。關於戰術上的細節，根據各家的說法，綜合整理一個對閃電戰的全貌概述。「閃擊戰」大略可略分以下幾個階段：
- 集結（Aufmarsch）：意即在攻擊發起前夕，將兵力徹底集中於一個狹窄的正面上。
  - 由於該戰術需「形成重點」（Schwerpunktbildung）之故，真正的攻擊正面還會比集結面更窄[2]。
- 展開（Gefechtsstreifen）：為了突破後維持必須的衝力，機械化部隊將會成梯次縱深部署。
- 突破（Einbruch）：使用形成重點後所造成的壓倒性優勢武力，以決定性的衝擊力突穿敵人戰線。
  - 突破的任務一般交給戰車部隊擔任，戰車部隊將以營或連級單位組成「寬椎型」（Breitkeil倒三角形，德軍戰車部隊最常使用的攻擊隊形）或者「椎型」（Keil正三角形）進行突破[3]。不過若想保留裝甲兵的實力以供往後作戰計，亦有將突破任務交由步兵擔任，待步兵突穿後裝甲兵才由缺口投入，接著機動向敵後挺進以擴張戰果的事例[4]。
- 突穿（Durchbruch）：此階段是突破之延續。在完成突破之後，裝甲部隊主力以及其他機械化支援單位會穿越打開的缺口，並進入敵人戰線開始向敵後深入。
  - 此時各部隊指揮官會在部隊先頭，以其自身之觀察掌握全局並隨時將敵情向後回報。
  - 突進縱隊中除了戰車外，尚會編入戰鬥工兵、裝甲步兵以在任何情況下對前進中的戰車單位提供支援，他們通常都乘坐在半履帶裝甲人員車輛上，戰鬥工兵則攜帶各種器材甚至架橋裝備以克服一切天然或人工障礙物。
- 擊虛與鑽隙（Die Flächen und Lückuntaktik）：突破時期結束，開始全速向敵後方做大縱深的突進。這樣的做法揚棄了傳統的向兩翼席捲的戰法，不過這算是法國人所創的較快捷的方法[5]。
  - 一旦通過突破口後，各縱隊即成扇形展開，沿著若干向前延伸的平行道路向前分散推進，以避免交通壅塞現象發生。
  - 先頭通常由偵蒐部隊組成的前衛尖兵，他們在前方或側翼上搜索前進，進行尋找開放道路、偵測敵情，並提供預警並搶占如制高點、橋梁等重要戰術要點。
  - 突進縱隊便會依照他們的情報，選擇適當、無敵方顧慮的路線前進。面對敵人時，如無須做戰鬥時則盡量避免，選擇繞開，儘可能採取迂迴滲透的手段，只有在沒有辦法的情況才實施戰鬥。至於繞過的敵人則由後續部隊趕上肅清之。由於持續不斷的運動，戰鬥時將以機動砲兵或申請戰術空軍火力支援攻擊[6]。這支深入敵後的機械化大軍並不顧慮逐漸延長的暴露側翼，因為快速的機動將提供他們足夠的保護。如非不得已，突進部隊將不會離開道路做越野運動，因為這會產生不必要的延誤。
  - 在領先挺進的裝甲部隊後面則是機械化步兵部隊，以填補裝甲部隊推進後產生的空隙，後面才是徒步運動的一般步兵師。機械化部隊的補給車隊也沿著同一條交通網以追趕戰鬥部隊。為了要在少數可用的道路上運動上千輛的車輛以維持其攻勢的高度動能，因此交通管制亦將格外重要，工作也極端複雜。
- 席捲（Aufrollen）：這是「閃電戰」最後一個階段。現在整個突進部隊將以敵人的交通線為目標，進行分割並包圍遭孤立的敵軍主力。
  - 除了1940年的敦克爾克戰役是利用英倫海峽進行單翼包圍外，幾乎二戰所有的「閃電戰」皆是以兩翼進行包圍作戰。
  - 待雙鉗合圍後，剩下的工作就是圍殲包圍網內的敵人。此工作通常都交由步兵部隊擔任，裝甲部隊則從前線補給整合戰力後再繼續往下一個目標推進。

## 发展
閃電戰的起源可以追溯到英國人富勒在第二次世界大戰之前提出的關於機械化戰爭的理論。裝甲車輛的出現，以及內燃機廣泛運用於戰爭，導致陸戰產生根本性變革。軍隊的運輸能力，行軍速度，防護能力，突擊能力達到前所未有的水平。所以軍事指揮、戰略戰術也必然將隨之發生變化。富勒提出組建以坦克為核心的，由職業人員組成的小型精幹的機械化裝甲部隊，集中靈活機動、防護力強、火力猛烈的特點；強調發揮裝甲快速機動能力，像火災初起時就撲滅火災一樣，在敵人尚未準備好的時候就通過迅速堅決的行動，攻占戰略要地或切割敵人的防禦；以瓦解敵人的士氣，迫使敵人屈從於己方的意志為目的，而不是像克勞塞維茲的《戰爭論》那樣強調從肉體上消滅敵人。富勒的機械化戰爭理論可視為閃電戰戰術的理論雛形。
20世紀30年代，納粹德國的古德里安和蘇聯的圖哈切夫斯基等軍事家進一步發展了機械化戰爭理論，提出了裝甲部隊必須獨立編成，並集中運用的原則，而不是分散配屬給步兵部隊。這期間，納粹德國和蘇聯開始出現較大規模適應的機械化作戰編制，各國普遍裝備了坦克和各種裝甲戰車，並且在作戰構想中開始運用坦克、飛機、步兵和砲兵的協同以達到快速致勝的目的。
1939年德國入侵波蘭，揭開了第二次世界大戰歐洲戰爭的序幕，德國充分運用其在航空兵、裝甲兵上的優勢，快速突破波蘭部隊的防禦後縱深迂迴到波蘭防線的後方，分割包圍了大批波蘭部隊。合圍中的波蘭軍隊不僅喪失了補給和通訊交通，而且由於戰線後方被佔領，失去了退卻到國土縱深休整補充的能力，因而大批被德軍俘虜。僅僅28天后，波蘭首都華沙被攻克，36天后，波蘭有組織的抵抗被完全粉碎。
波蘭戰役被視為閃電戰的開山之作，其後德國入侵挪威和比利時、荷蘭、法國都採用了類似的戰術，藉此避開了馬奇諾防線，即大規模集中運用坦克和機械化部隊、與航空兵和傘兵高度協同、實施突然攻擊、快速突破、縱深迂迴包抄。從而在精神上瓦解對方的戰鬥意志，這種作戰形式被稱為“閃電戰”。 1941年德國入侵蘇聯時也採用這種戰術，在初期取得很大戰果。

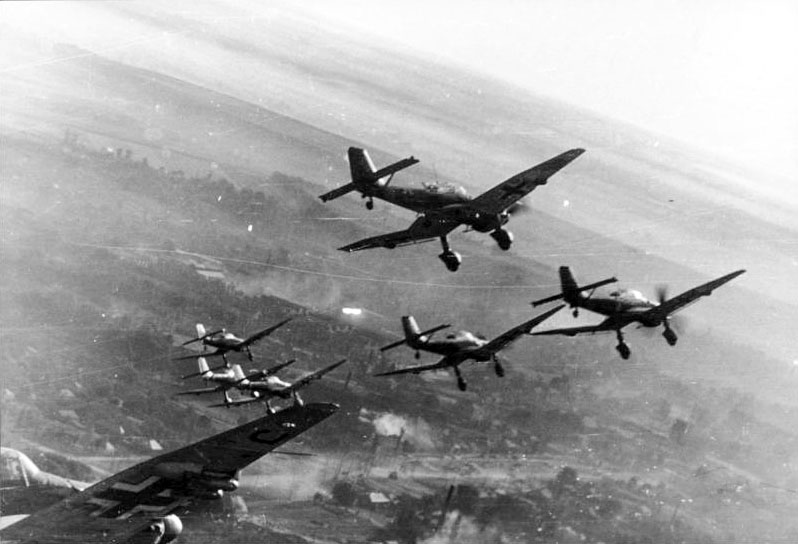
Ju 87俯衝轟炸機「Stuka」（斯圖卡）
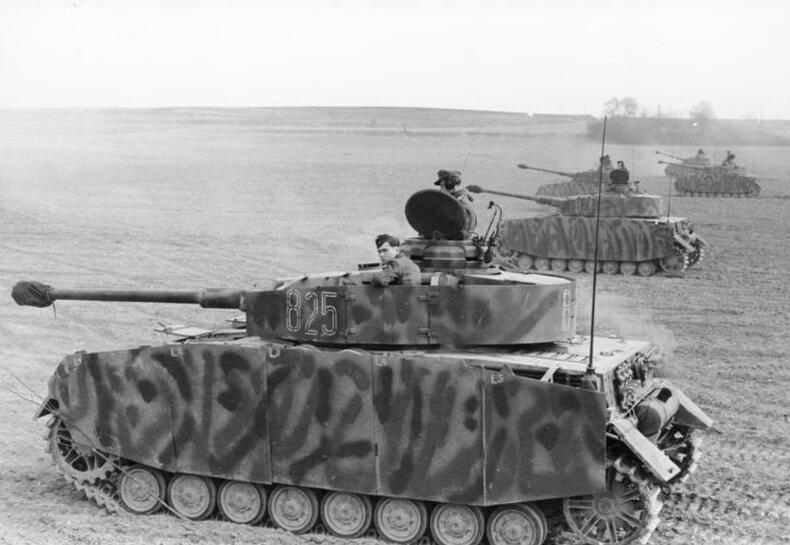
四號戰車（晚期製造型）
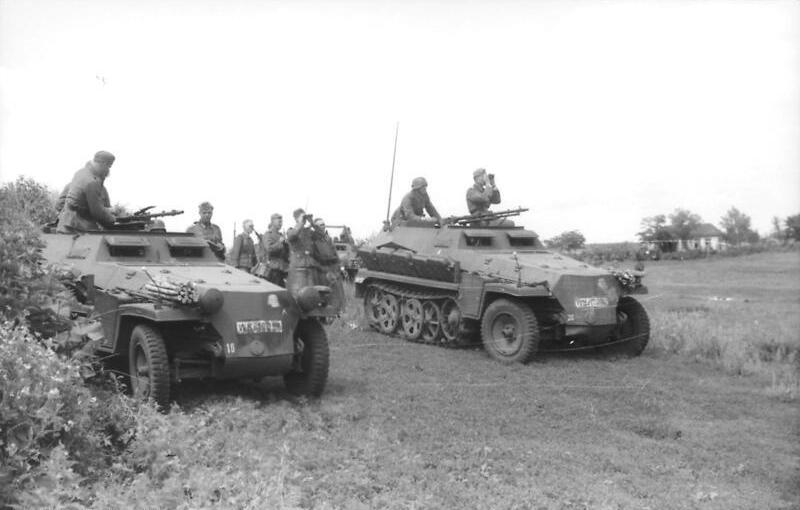
Sd.Kfz. 250/2步兵戰鬥車
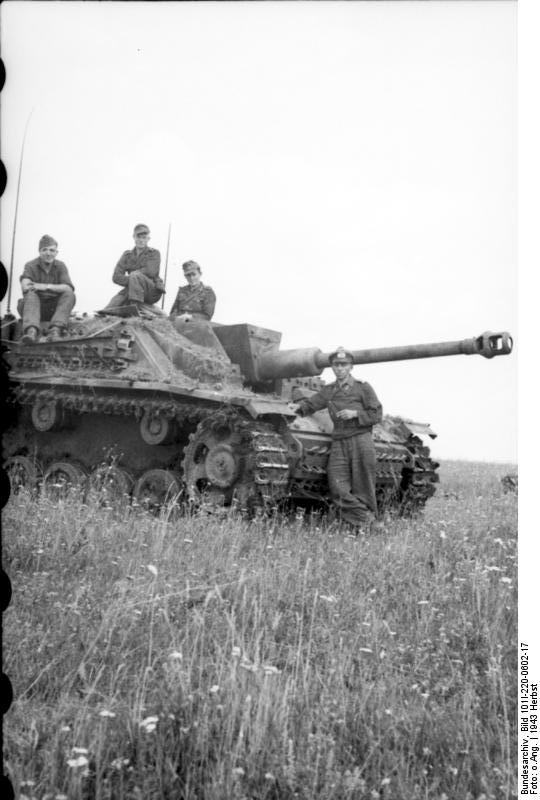
三號突擊砲

## 弱点
閃電戰的最大弱點有三：
- 若留在後方的敵軍部隊沒有被完全消滅，容易被後方敵軍進行反攻。
- 由於閃電戰的快速進軍，補給線一夕之間被迅速拉長，一旦補給跟不上，前方部隊容易成為強弩之末，攻勢停滯，就可能受到反攻。同時，補給部隊也容易受到反攻力量攻擊。
- 閃電戰的前提是確保制空權，一旦制空權易手，閃電戰的效果便會大打折扣，甚至轉勝為敗。

## 註解
1. ↑  Albert A. Nofi, "The Blitzkrieg: Evolution of a Military Instruction", The War against Hitler, edited by Nofi Albert A.,（Conshohocon: Combined Book Inc., 1995）p.14.
2. ↑  Richard Simpkin, Tank Warfare,（London: Brasseys Publishers Limited, 1979）p.44.
3. ↑  Thomas L. Jentz, Panzer Truppen,（Atglen: Schiffer Publishing Inc., 1996）chpt.9.
4. ↑  Edgar Röhricht, 殲滅會戰的各種問題,（台北：實踐學社）p.36.
5. ↑  J. F.Fuller, The Second Would War 1939-1945.（London: Eyre and Spottiswoode, 1946）p.52.
6. ↑  R. Ernest Dupuy , amd N. Trevor, Miliary Heritage of America.（New York: McGraw-Hill Book Company, 1956）p.430.